# ایستگاه قطار شهری قدس
ایستگاه قطار شهری قدس اولین ایستگاه خط ۱ متروی اصفهان است که در محلهٔ گلخانه اصفهان در بلوار سلمان فارسی شهرک کوثر، نزدیک عاشق آباد و بزرگراه امام خمینی واقع شده که مساحت آن ۱۳۶۰۰ متر مربع است. این ایستگاه دسترسی به مناطقی مانند بوستان شهرک قدس، کتابخانه عمومی امام خمینی و پمپ بنزین مارچین را فراهم می‌کند. 
ایستگاه قدس، نقطهٔ آغازین خط ۱ متروی اصفهان است که با طول بیش از ۲۴ کیلومتر و ۲۴ ایستگاه، شمال غربی اصفهان را به جنوب شرقی آن متصل می‌کند. 
این ایستگاه در ۲۳ مهر ۱۳۹۴ همراه با افتتاح قطار شهری اصفهان مورد بهره‌برداری قرار گرفت. ایستگاه بعدی در شرق ایستگاه بهارستان است. قرار است از این ایستگاه به سمت دانشگاه صنعتی چهار ایستگاه دیگر ساخته شود و تا سال ۱۴۰۳ به بهره‌برداری برسد.